# 下島連
下島 連（しもじま むらじ、1908年5月20日 - 1986年10月18日）は、日本の英文学者、翻訳家。亜細亜大学教授。芥川龍之介の主治医であった下島勲の甥（後に養子）。

## 来歴
長野県上伊那郡中沢村（現・駒ヶ根市）出身。旧制伊那中学（長野県伊那北高等学校）、旧制松本高等学校を経て、1932年、京都帝国大学文学部英文科を卒業し、同年東京帝国大学英文科大学院に入学するが、翌年中途退学。その後すぐに文芸春秋社に入社。『文芸日本』誌の編集長を経て、1955年から1967年にかけて『アメリカーナ』誌（後に『日米フォーラム』誌に改題）の編集長を務める。
1967年、亜細亜大学に非常勤講師に就任。1971年より同学教養部教授。1979年より同学経営学部教授。1986年に同学を定年退職。同年10月18日、胃がんにより逝去。享年78。

## 著書
- 『エーゲ海からテムスのほとりへ : 西洋古典文学のたのしみ』（南窓社） 1979
- 『ケルティック・フリンジへの旅』（北星社） 1981
- 『遍歴 - 歴史と文学の間』（南窓社） 1985

## 訳書
- 『歴史の研究』全25巻（アーノルド・J・トインビー、「歴史の研究」刊行会） 1966 - 1972
- 『キリスト物語』（ディケンズ、あかね書房） 1950
- 『釣魚大全』（アイザック・ウォルトン、元々社） 1954
- 『憑かれた人々』（アラン・ナース、元々社） 1956
- 『宇宙恐怖物語』（コンクリン編、東京元々社、宇宙科学小説シリーズ） 1957
- 『勇気ある人々』（ジョン・F・ケネディ、日本外政学会） 1958
- 『英国はなぜ眠ったか』（ジョン・F・ケネディ、日本外政学会） 1961

ほか多数。